# المركز المالي (مترو الرياض)
محطة مركز الملك عبدالله المالي واختصاراً محطة المركز المالي أو محطة كافد هي محطة نقل سريع، تخدم كإحدى المحطات الرئيسية لكل من المسار الأصفر والأزرق والبنفسجي ضمن شبكة قطار الرياض «مترو الرياض»، بالإضافة إلى خط مونوريل قيد الإنشاء. تقع المحطة في مركز الملك عبدالله المالي في حي العقيق بالعاصمة السعودية الرياض.

## الوصف
تم وضع حجر الأساس له لإنشاء محطة مترو بمدينة الرياض بالمركز المالي بالمملكة العربية السعودية عام 2013، على مساحة تتجاوز 20 ألف متر مربع، لتكون بذلك نقطة تبادل رئيسية على شبكة الخط الأول، فضلًا عن الخط الرابع المخصص للركاب المتجهين إلى المطار، والخط السادس من مترو الرياض الجديد، كما سيتم ربط القطار الآلي المحلي للمركز بالمحطة عن طريق جسر عالٍ. ويهدف المشروع برمته إلى جعل المحطة بمثابة نقطة محورية في مدينة الرياض لتعمل على تخفيف الازدحام المروري بشكل كبير.
أظهرت تصاميم الصور الإلكترونية لمحطة القطارات، والمتوقع إنجازها خلال أربع سنوات في الفترة ما بين 2013 و2017، والذي تحوي بدورها ستة خطوط وفق أمر العاهل السعودي، عبد الله بن عبدالعزيز، وكأنها المحطة الفضائية في صحراء العرب أو صندوق الدنيا أو فندق بخمس نجوم. والتصميم عبارة عن تموجات كبيرة تعبر عن التدفق اليومي لحركة المرور في الرياض، التي يسكنها خمسة ملايين شخص. وجعلت لمسات حديد المحطة تنفتح على شبكة قطارات مقترحة، من المتوقع أن تضاهي عصر المحطات الفضائية، حيث الأرضية المكسوة بالرخام بشكل كامل، والحوائط المبطنة بالطلاء المصنوع من ماء الذهب، بالإضافة إلى تكييف الهواء الطبيعي في واحدة من أكثر بقاع العالم ارتفاعًا للحرارة. ويبدو التصميم من الداخل وكأن المسافرين يعيشون في أجواء غير مغلقة، بحيث جعلت المعمارية الواجهة تسمح بإضاءة الداخل بشكل شبه كامل من دون السماح لحرارة شمس الخليج الحارقة بالنفاذ. كما وُضع في الحسبان احتواء التصميم النهائي للمحطة؛ في إشارة للكثبان الرملية المميزة للطبيعة في المنطقة.
في عام 2013، فازت شركة زها حديد بالمسابقة التي عقدتها الهيئة الملكية لمدينة الرياض لتصميم محطة مترو مركز الملك عبدالله المالي، والتي كان من المقرر الانتهاء منها بحلول عام 2017.
بدأ المشروع في عام 2014 بينما بدأت أعمال حفر الأنفاق على الخط الأول في يوليو 2015. كان الجزء الخارجي من المحطة في حالة هيكلية غير مكسوة بحلول عام 2019. المحطة قد اكتملت تقريبًا في أوائل عام 2024. حصلت المحطة على شهادة LEED من المستوى الذهبي في أكتوبر 2024.